# Hamza Gezmiş
Hamza Gezmiş (* 9. Mai 1979 in Borçka) ist ein türkischer ehemaliger Fußballspieler.

## Karriere
Gezmiş begann mit dem Vereinsfußball in seiner Heimatstadt in der Jugend von Trabzon Tütünspor. Zum Sommer 1999 wechselte er zum damaligen Drittligisten Akçaabat Sebatspor. Zum Sommer 2000 stieg er mit seiner Mannschaft als Vizemeister der TFF 2. Lig in die TFF 1. Lig auf. Die Saison 2000/01 verbrachte er als Leihspieler beim Drittligisten Bulancakspor. Ein Jahr später kehrte er zu Sebatspor zurück. Zum Sommer 2003 stieg er mit dem Verein als Drittplatzierter der TFF 1. Lig in die Süper Lig auf. 
Nach zwei Spielzeiten in der Süper Lig mit Sebatspor wechselte er zum Sommer zu İstanbulspor. Hier blieb er ein Jahr und wechselte dann zu Orduspor. Auch bei Orduspor blieb er ein Jahr und zog im Sommer 2007 zum Zweitligisten Sakaryaspor weiter. Dort spielte er dann zwei Jahre lang und wechselte im Frühjahr 2009 wieder zu Orduspor. Im Sommer des gleichen Jahres verließ er Orduspor und ging zum Ligakonkurrenten Kartalspor.
Nachdem sein Vertrag mit Kartalspor zum Sommer 2012 ausgelaufen war, verließ er diesen Verein und wechselte zum Ligakonkurrenten Göztepe Izmir. Bereits nach einem halben Jahr verließ er Göztepe und wechselte innerhalb der Liga zu Şanlıurfaspor. Das Gastspiel blieb kurz; bei Sarıyer SK blieb er bis zum Ende der Saison. Mit zwei Stationen bei früheren Clubs ließ er seine Karriere ausklingen.

## Erfolge
- Akçaabat Sebatspor:
  - Vizemeister der TFF 2. Lig (1): 1999/00
  - Aufstieg in die TFF 1. Lig (1): 1999/00
  - Dritter der TFF 1. Lig (1): 2002/03
  - Aufstieg in die Süper Lig (1): 2002/03